# Бериша, Вальмир
Вальмир Бериша (швед. Valmir Berisha; род. 6 июня 1996, Дечани, СР Югославия) — шведский футболист, нападающий клуба «Оцелул».

## Клубная карьера
Вальмир воспитывался в системе шведского «Хальмстада» до 2014 года. В январе 2014 года он был приобретён итальянской «Ромой». Вальмиру так и не удалось дебютировать в составе римского клуба. Вторую половину сезона 2014/15 он провёл на правах аренды в греческом «Панатинаикосе», где провёл всего один матч. Это была встреча в рамках первенства страны против «Керкиры», которая состоялась 3 мая 2015 года. После истечения контракта с «Ромой» Вальмир подписал однолетнее соглашение с голландским «Камбюром».

## Карьера в сборной
Вальмир выступал за юношеские сборные своей страны, завоевал бронзовую медаль юношеского чемпионата мира 2013, а также стал лучшим бомбардиром этого турнира, забив семь голов.
В 2016 году, незадолго до старта Олимпиады включён в заявку сборной Швеции, заменив в ней Джордана Ларссона.